# William Vaughn Moody
William Vaughn Moody (Spencer, 8 luglio 1869 – Colorado Springs, 17 ottobre 1910) è stato un poeta e drammaturgo statunitense.

## Biografia
Nato a Spencer in Indiana, restò orfano da bambino e dovette lavorare per poter completare la propria istruzione. Dopo gli studi alla New Albany High School, frequentò la Harvard University, dove si laureò nel 1893.
Insegnò inglese a Harvard e alla Radcliffe fino al 1895, quando divenne assistente professore di inglese e di retorica all'Università di Chicago.
Ricevette il grado di Litt.D. dall'Università di Yale nel 1908 ed è stato membro dell'Accademia Americana di Arti e Lettere.
Moody morì per un cancro al cervello all'età di 41 anni nel 1910.

## Opere
Professore di letteratura, fu l'autore di alcuni drammi in versi: La maschera del giudizio (1900) e Il portatore di fuoco (1904).
Ebbe notevole successo con Le donne sabine che nel 1906 fu presentato il 12 aprile al Garrick Theatre di Chicago e, poi, nel 1909 fu presentato con il titolo di La grande barriera, un lavoro incentrato sul tema del contrasto fra la mentalità del puritanesimo in New England e la più semplice morale del West. Dal dramma vennero tratti alcuni film, tra cui due di Reginald Barker, nel 1925 The Great Divide e nel 1929 Il bandito e la signorina (The Great Divide).
Tra i drammi poetici di Moody, The Masque of Judgment (1900), The Fire Bringer (1904) e The Death of Eve (lasciato incompiuto).
Scrisse inoltre alcune liriche impregnate di un forte patriottismo e una Storia della letteratura inglese (1902).
Lavori principali:
- The Masque of Judgment (1900)
- Poems (1901)
- The Fire-Bringer
- The Great Divide (1907)
- The Faith Healer (1909)
- A First View of English and American Literature (1902)
- The Complete Poetical Works of John Milton (editore; 1899)
- The Poems of Trumbull Stickney (editore con George Cabot Lodge e John Ellerton Lodge; 1905)

## Filmografia
- The Great Divide, regia di Edgar Lewis - lavoro teatrale (1915)
- The Faith Healer, regia di George Melford - lavoro teatrale (1921)
- The Great Divide, regia di Reginald Barker - lavoro teatrale (1925)
- Il bandito e la signorina (The Great Divide), regia di Reginald Barker - lavoro teatrale (1929)
- Woman Hungry, regia di Clarence G. Badger - lavoro teatrale (1931)